# Revolting Cocks
Revolting Cocks (znany także jako RevCo) – amerykański zespół industrialny, założony w roku 1985 przez Alaina Jourgensena z Ministry, Richarda Jonckheere (Richard 23, Richard JK) z Front 242 i Luca Van Ackera.

## Członkowie zespołu
- Al Jourgensen - produkcja muzyczna, programowanie, różne instrumenty (1985–1993, 2004–2010)
- Luc Van Acker - śpiew, gitara, gitara basowa, instrumenty klawiszowe (1985–1991, 2006)
- Richard 23 - śpiew, programowanie (1985–1986)
- Bill Rieflin - perkusja, instrumenty klawiszowe, programowanie (1986–1993)
- Paul Barker - gitara basowa, instrumenty klawiszowe, programowanie (1987–1993)
- Chris Connelly - śpiew, programowanie (1987–1993)
- Phildo Owen - śpiew, programowanie (1989–1991, 2004–2006)
- Duane Buford - instrumenty klawiszowe (1993)
- Josh Bradford - śpiew (2006–2010)
- Sin Quirin - gitara, gitara basowa, instrumenty klawiszowe (2006–2010)
- Clayton Worbeck - instrumenty klawiszowe, gitara basowa (2006–2010)

## Dyskografia

### Albumy
- Big Sexy Land (1985)
- You Goddamned Son of a Bitch - Live (1988)
- Beers, Steers, and Queers (1990)
- Linger Ficken' Good (1993)
- Cocked and Loaded (2006)
- Cocktail Mixxx (2007)
- Sex-O Olympic-O (2009)
- Sex-O Mixxx-O (2009)
- ¿Got Cock? (2010)
- ¿Got Mixxx? (2011)

### Single
- "No Devotion" (1985)
- "You Often Forget" (1986)
- "Stainless Steel Providers" (1989)
- "(Let's Get) Physical" (1989)
- "Beers, Steers, and Queers (The Remixes)" (1991)
- "Da Ya Think I'm Sexy" (1993)
- "Crackin' Up" (1994)